# Il favoloso mondo di Amélie (colonna sonora)
Il favoloso mondo di Amélie è la colonna sonora dell'omonimo film, composta da Yann Tiersen, è stata pubblicata su CD ottenendo un grande successo di vendite internazionale. In Canada vinse il disco di platino nel 2005.

## Tracce
Tutti i brani sono stati scritti da Yann Tiersen tranne Guilty di G.Khan, R.A.Whiting e H.Akst, Si tu n'étais pas là di P.Bayle-R.Claret e Les jours tristes scritta assieme a Neil Hannon.
1. J'y suis jamais allé (dall'album Rue des cascades) – 1:34
2. Les jours tristes (instrumental) (versione strumentale del titolo dall'album L'absente) – 3:03
3. La valse d'Amélie – 2:15
4. Comptine d'un autre été: L'après-midi – 2:20
5. La noyée (dall'album Le Phare) – 2:03
6. L'autre valse d'Amélie – 1:33
7. Al Bowlly – Guilty – 3:13
8. À quai (dall'album L'absente) – 3:32
9. Le moulin – 4:27
10. Pas si simple (dall'album Rue des cascades) – 1:52
11. La valse d'Amelie (version orchestrale) – 2:00
12. La valse des vieux os – 2:20
13. La dispute (dall'album Le Phare) – 4:15
14. Fréhel – Si tu n'étais pas là – 3:29
15. Soir de fête (dall'album Rue des cascades) – 2:55
16. La redecouverte – 1:13
17. Sur le fil (dall'album Le Phare) – 4:23
18. Le banquet (dall'album La valse des monstres) – 1:31
19. La valse d'Amelie (version piano) – 2:38
20. La valse des monstres (dall'album La valse des monstres) – 3:39